# ريبيكا بست
ريبيكا بست (بالإنجليزية: Rebecca Best) هي لاعبة الاسكواش أيرلندية، ولدت في 18 يناير 1964 في شفيلد في المملكة المتحدة.

## وصلات خارجية
- ريبيكا بست على موقع SquashInfo.com (الإنجليزية)